# 初森ベマーズ
『初森ベマーズ』（はつもりベマーズ、英: Hatsumori Bemars）は、2015年7月11日未明（10日深夜）から9月26日未明（25日深夜）までテレビ東京系の「ドラマ24」枠で、毎週土曜（金曜深夜）0:12 - 0:52に放送された、ソフトボールを題材としたテレビドラマ。

## 企画・制作
本作品は「ドラマ24」の第40弾にあたり、2015年8月8日未明（8月7日深夜）放送分より、EPGに「ドラマ24第40弾記念」というクレジットが加えられている。
これまで「ドラマ24」ではAKB48グループのメンバーが『マジすか学園シリーズ』などで主演ドラマを務めてきたが、このたび、秋元康の企画・原作により、AKB48グループの公式ライバルである乃木坂46が初の主演ドラマを務めることとなった。
汗あり、涙あり、魔球あり、スーパープレイありのスポ根ドラマ。初森ベマーズ」の「ベマーズ」は、アメリカの野球映画『がんばれ!ベアーズ』をもとに「ベアーズ (BEARS)」というチーム名のユニホームを注文したところ、「ベアーズ」の「ア」の文字を発注したコテ（高山一実）の悪筆から「マ」と見間違えられて「M」が追加され「ベマーズ (BEMARS)」とされてしまったことに由来する。

オンエアに先立ち、2015年7月6日から7月12日まで東京メトロが管轄する12駅で、本作品のメインキャスト12名分の非売品ポスターが掲示された。ポスターはのちにブロマイドとなり、期間限定販売された。

## あらすじ
下町の憩いの場である「初森公園」は再開発によって取り壊されようとしていた。主人公のななまるは再開発に抗議し、都市開発の会長の娘であるキレイから、もしソフトボール大会で、ななまるの所属する「初森第二女子商業高等学校」がキレイの所属する「セント田園調布ポラリス学園」に勝つことができたら、再開発を白紙に戻すと提案される。ななまるはソフトボールチームを結成し、超強豪校に挑む。

## キャスト
放送当時、乃木坂46に所属していたメンバーは太字で表記。

### 初森ベマーズ
部員は全員初森第二女子商業高等学校の生徒である。
ななまる
演 - 西野七瀬（幼少期：岩崎愛香）
背番号1。ポジションはピッチャー。物語の主人公。漫画研究部に所属する、もんじゃ焼き屋の一人娘。のほほんとしているが、正義感が強い。初森公園を「はじまる公園」と呼び、そこに行けば、幼少期に行方不明になった父親（演 - 中村尚輝）に再会できると信じている。決め球は、四回横方向に変化する魔球「四蝋投（スーロートー）」および、父親譲りの強靭な手首の筋力を利用し、揚力と重力を均衡させ空気の膜を作り、打者のスイングを避ける魔球「すんどめ」。ポラリスとの決勝戦を前に、インピンジメント症候群（野球肩）を患う。しかし、鎌田の応急措置で乗り切り、決勝戦では骨折しながらも最終回に優勝を決めるサヨナラホームランを放ち、初森公園を守った。決勝戦後に魔球「すれすれ」を習得。
コテ
演 - 高山一実（幼少期：林日葵）
背番号2。ポジションはキャッチャー。 剣道部員。恋愛気質で食いしん坊。明るく天然ボケだが、熱くなりやすい。好物は肉まんとソフトクリーム。バットを刀とみなし、突き出して打つという技を会得した。
ショパン
演 - 生田絵梨花
背番号3。ポジションはショート。専属ドイツ人コーチ（演 - マルクス・ミューラ）のもと、幼少からピアニストを目指している。絶対音感の持ち主。その絶対音感を使い、球筋の音を聴き取り、打ち返すという技を会得した。
イマドキ
演 - 若月佑美
背番号4。ポジションはファースト。常にバットを持ち歩く、昭和の匂いがするヤンキー。名前は「イマドキ見かけない昔ながらのヤンキー」という意味。気性が荒く、初森ベマーズに入部する前は他校の不良グループと喧嘩が絶えなかった。初期の頃、鎌田から唯一マシな戦力と評された。
アカデミー
演 - 生駒里奈（幼少期：石井心愛）
背番号5。ポジションはセカンド。アカデミー賞獲得が目標の演劇部員で普段の口調も劇の台詞風。舞台以外では極度の上がり症。役になりきることで、強力な打球を打つ技を会得した。
ブナン
演 - 桜井玲香
背番号6。ポジションはライト。日和見主義の生徒会長。優柔不断だが、愛想笑いと無難な発言でその場を収める。小笠原道大や種田仁など、ひと昔前の野球選手の細かいモノマネを得意としている。
ユウウツ
演 - 松村沙友理
背番号7。控え。超ネガティブで、神経質な少女。ブツブツと独り言が多い。ペットは蟻の「タジマ」で、最終話までに子孫が100匹繁殖した。網で掬うかの如く動きで、幾多の球に無理矢理バットを当てるという技を会得した。
ハーバード
演 - 秋元真夏
背番号8。ポジションはセンター。あらゆる事を理論立てて考えようとする、数学、物理が得意な天才。魔球「すんどめ」の開発者でもある。
カアチャン
演 - 深川麻衣
背番号9。ポジションはレフト。高校生ながら、家庭の事情によりトンキチ（演 - 鈴木翼）、チヨ（演 - 苑美）の幼い兄弟たちの面倒を見ている。時々、高校生とは思えない人生経験豊富な大人のような言動を発することがあり、他のメンバー（主にショパン）から「カアチャン、過去に何があったの？」、「それ、お酒じゃないよね?」（飲み物を飲んでいるとき）というようなことを言われたりする。
マルキュー
演 - 橋本奈々未
背番号10。ポジションはサード。高校を休学し、オシャレショップ「209」でバイトをしているクールな美少女。ベマーズ唯一の野球経験者で、一番の打者。正面に投げられた球を避け、無理な体勢からホームランを打つなど、高い技量を誇る。大変貴重な戦力。
鎌田俊郎
演 - 手塚とおる
初森ベマーズ監督。オネエ言葉を話す。試合の際は、ピンクのポロシャツに下はユニフォームの格好でベンチに入る。日京女子学院戦では補導されたイマドキに代わりイマドキのふりをしてファーストで出場。

### セント田園調布ポラリス学園
キレイ
演 - 白石麻衣（幼少期：須田琥珀）
背番号1。ポジションはピッチャー。ソフトボール部キャプテン。リムジンで送迎される超セレブのお嬢様で、類いまれなソフトボールの才能の持ち主。空気との摩擦熱で火の玉になり地面にまで食い込む剛速球「ファイヤーウィンドミル」が武器。決勝戦終了後シェリーとともに初森第二女子商業高等学校に転校、ベマーズでの背番号は11。
シェリー
演 - 衛藤美彩
背番号2。ポジションはキャッチャー。女子ソフトボール部副キャプテン。キレイとバッテリーを組む逸材。こまめにベマーズの情報をキレイに報告する。初森ベマーズの選手達を「はじまるガールズ」と呼ぶ。打撃センスも抜群で、ななまるの投げる四蝋投（スーロートー）の欠点をあっさりと見破った。決勝戦終了後キレイとともに初森第二女子商業高等学校に転校、ベマーズでの背番号は12。
諸星監督
演 - 西丸優子
セント田園調布ポラリス学園女子ソフトボール部の鬼監督。

### その他登場人物
権田原兼持
演 - 津田寛治
キレイの実父。ななまるたちの愛する公園の買収を目論むセレブ都市開発社長。別名、キャッシュ権田原。
西野蘭子
演 - いとうまい子
ななまるの実母。もんじゃ焼き屋の女将さん。
大河内一豊
演 - 伊東孝明
権田原の秘書。
運転手
演 - 野間口徹
権田原の運転手。権田原の発言に突っ込みを入れる。
司法浪人
演 - 坂本真
次の対戦相手の情報を説明したり、練習風景の映像を提供する。試合展開を裁判で例え、最終回のことを「最終法廷」と呼ぶ。
大工の棟梁
演 - 諏訪太朗
英子
演 - 津田真澄

### 初森ベマーズの対戦相手

#### 日京女子学院（第3球）
1回戦での相手、読み方は「ひきょうじょしがくいん」。試合に勝つためならば審判も買収する卑怯なチーム。
金髪のエリー
演 - 川村真洋（最終球）
ポジションはピッチャー。
トライバルのレイ
演 - 永島聖羅（最終球）
ポジションはキャッチャー。
傷だらけのローラ
演 - 伊藤純奈（最終球）
ポジションはサード。

#### 駒根知女子学園（第4球）
2回戦での相手、読み方は「こまねちじょしがくえん（通称：コマ女）」。部員がすべて元新体操部。わずかな関節の動きで相手を読み取り打球を予測しアウトを取る、守りのチーム。

#### ベルサイユ音楽学校（第5球）
3回戦の相手、通称ベル女。歌劇の専門学校であり、入試の競争率は30倍。部員全員が男装している。
花吹雪舞
演 - 斎藤ちはる（最終球）
ポジションはピッチャー。
翼馬カケル（ぺがさすかける）
演 - 中田花奈（最終球）
ポジションはレフト。
翠玉アミ
演 - 稲村亜美
ポジションはファースト。

#### 県立凸Q高校（第6球）
4回戦の相手、読み方は「けんりつとっきゅうこうこう」。短距離走の選手ばかりの俊足チーム。足だけで得点を奪う特急軍団。
のぞみ
演 - 新内眞衣（最終球）
ポジションはピッチャー。
ひかり
演 - 相楽伊織（最終球）
ポジションはキャッチャー。

#### 須決闘インターナショナルスクール（第7球）
5回戦での相手、読み方は「すけっとインターナショナルスクール」。毎年クリーンアップを外国人で固める国際色豊かなチーム。だが、チームワークは悪い。

#### 磨黒水産女子高校（第8球・第9球）
準決勝の相手、読み方は「まぐろすいさんじょしこうこう」。打者全員が年間100本のホームランを打つ強打のチーム。
カジキ
演 - 斉藤優里（最終球）
ポジションはキャッチャー、キャプテン。
メバチ
演 - 能條愛未（最終球）
ポジションはピッチャー。魔球「魚群ボール」を投げる。
ビントロ
演 - 北野日奈子（最終球）
ポジションはファースト、1番バッター。

### ゲスト
キャスト横の話数は初登場以外に登場した話。

#### 第1球
小島先生
演 - 児嶋一哉（第8球・第9球・第11球・最終球）
初森第二女子商業高等学校教諭。ななまるのソフトボール部設立届に反対する。
橋本八朗
演 - 橋本奈々未（一人二役）（第3球）
マルキューの双子の弟。野球部だったが病気で死亡。

#### 第2球
鎌田の教え子
演 - 渡辺みり愛（第11球）
かつて鎌田が勤務していた高校のソフトボール部員。鎌田の指導の度が行き過ぎて、怪我をさせられてしまう。
映画監督
演 - 井筒和幸
ソフトボールの監督と映画監督を間違えて連れてこられた。
あっちゃん
演 - 深沢敦
以下3名とともに、鎌田が経営するパブ「DEAD BALL」同僚。
ジェイ
演 - ジャスティス岩倉
のんのん
演 - 高山のえみ
はるる
演 - 斎藤晴久

#### 第3球
カチドキ
演 - 堀未央奈（第8球・最終球）
初森第二女子商業高等学校生徒。イマドキの昔の仲間。
剣道部員のヒナ
演 - 川後陽菜（最終球）
初森第二女子商業高等学校生徒。剣道部員。

#### 第5球
カンヌ
演 - 鈴木絢音（最終球）
初森第二女子商業高等学校生徒演劇部。アカデミーの後輩。
ユーバリ
演 - 寺田蘭世（最終球）
初森第二女子商業高等学校生徒演劇部。アカデミーの後輩。

#### 第6球
佐々木幸次郎
演 - 真剣佑
コテが恋に落ちる相手。

#### 第7球
権田原ウララカ
演 - 伊藤裕子
キレイの母。故人。

#### 第8球
シオドキ
演 - 樋口日奈（最終球）
初森第二女子商業高等学校生徒。カチドキの舎弟。
トキドキ
演 - 和田まあや（最終球）
初森第二女子商業高等学校生徒。カチドキの舎弟。
滝谷サユリ
演 - 井上小百合
黒薔薇女子のヤンキー娘。
芹沢ヒメカ
演 - 中元日芽香
黒薔薇女子のヤンキー娘。
林田カリン
演 - 伊藤かりん
黒薔薇女子のヤンキー娘。
片桐コトコ
演 - 佐々木琴子
黒薔薇女子のヤンキー娘。

##### 特別ゲスト
上野投手
演 - 上野由岐子
女子ソフトボール日本代表のエース、鎌田監督のことを「かまちゃん」と呼び、鎌田監督からは「ゆきりん」と呼ばれてる。ななまるに四蝋投（スーロートー）を実演してみせる。
山本選手
演 - 山本優
女子ソフトボール日本代表のキャプテン、鎌田監督からは「やまちゃん」と呼ばれてる。

#### 第9球
彩乃
演 - 原史奈（第10球・第11球）
権田原兼持の恋人。
宮本投手
演 - 宮本和知
動画サイト内で四蝋投に挑戦するも成功せず。

#### 第10球
吉田義男
演 - 鈴之助
本田英雄
演 - 伊﨑央登
中島玉彦
演 - 加藤翔
三森並平
演 - 三堀亮
幼少期のななまるが父と一緒に遊んでいたボウリング場の隣のレーンでプレイしていた若者4人組。レーン上に現れた女の子（演：吉田まりえ）に気付かず、ボウリングのボールを投げてしまう。

#### 第11球
実況アナウンサー
演 - 増田和也（最終球）
解説者の腹本哲（演 - 石山雄大）とともに、ベマーズ対ポラリスの試合を実況する。

#### 最終球
テヅカ
演 - 伊藤万理華
初森第二女子商業高等学校生徒漫画研究部。
ななまるから決勝戦の応援を頼まれるが、それぞれの漫画の進捗を気にして一旦は行けないと返事をしつつ、試合経過が気になってしまい球場へ応援に向かう。
アカツカ
演 - 星野みなみ
初森第二女子商業高等学校生徒漫画研究部。
イシノモリ
演 - 齋藤飛鳥
初森第二女子商業高等学校生徒漫画研究部。
以下2名は、エンディング後のショートストーリーに出演。
宮脇咲良（博多工業高校ソフトボール部）
島崎遥香（秋葉原女学園ソフトボール部）

## スタッフ
- 企画・原作 - 秋元康[60]
- 脚本 - 小峯裕之、根本ノンジ[60]
- 音楽 - 遠藤浩二[61]
- 主題歌 - 乃木坂46（N46Div.）[62]
  - オープニングテーマ「太陽ノック」
  - エンディングテーマ「もう少しの夢」
- 撮影 - 菊池亘（J.S.C.）[20]
- スタイリスト - 米村弘光（ユニフォーム・制服デザイン）[20]
- 衣装 - 杉本京加[20]
- 劇中漫画 - 内藤伸二[20]
- ソフトボール技術指導 - 日本体育大学、高橋流星[20]
- ソフトボール用品協力 - ミズノ[20]
- チーフプロデューサー - 中川順平（テレビ東京）[62]
- プロデューサー - 濱谷晃一（テレビ東京）、小松俊喜（楽映舎）[62]
- コンテンツプロデューサー - 大和健太郎（テレビ東京）、高橋浩史（テレビ東京）[20]
- 監督 - 鈴村展弘、西海謙一郎、元木隆史[60]
- 制作 - テレビ東京、楽映舎[62]
- 製作・著作 - 「初森ベマーズ」製作委員会（テレビ東京、電通、東宝、ひかりTV、Y&N Brothers、ソニー・ミュージックエンタテインメント、BSジャパン、テレビ大阪）[62]

## 放送日程
| 各話   | 放送日  | サブタイトル               | ラテ欄                                                                         | 脚本       | 監督       |
| ------ | ------- | -------------------------- | ------------------------------------------------------------------------------ | ---------- | ---------- |
| 第1球  | 7月11日 | ここから、はじまる         | 下町少女VS日本最強 ソフトボールで激突! 燃える魔球に大ピンチ 汗と涙の青春ドラマ | 小峯裕之   | 鈴村展弘   |
| 第2球  | 7月18日 | 伝説の監督                 | 伝説監督はオネエ! 地獄の特訓が始まる⋯ 生卵飲んで驚き上達!? エースが魔球に覚醒  | 小峯裕之   | 鈴村展弘   |
| 第3球  | 7月25日 | 紙ヒコーキとホームラン     | 最凶ヤンキー集団に危機⋯ 謎の天才打者                                           | 根本ノンジ | 鈴村展弘   |
| 第4球  | 8月01日 | 球の旋律を聴け             | (秘)ピアニスト打法!? VS驚異の軟体チーム! 熱い友情が奇跡生む                    | 根本ノンジ | 鈴村展弘   |
| 第5球  | 8月08日 | 決戦の、幕が上がる         | VS男装の麗人軍団!? 演劇少女の超絶打法が奇跡を起こす⋯感動の青春ドラマ           | 小峯裕之   | 西海謙一郎 |
| 第6球  | 8月15日 | 恋のデッドボール           | 恋のデッドボール! イケメン先輩に告白⋯超俊足チームと激突                        | 根本ノンジ | 西海謙一郎 |
| 第7球  | 8月22日 | キレイお嬢様の憂鬱         | 宿敵の令嬢に悲しい秘密? 亡き母と約束⋯VS強力外国人チーム                        | 小峯裕之   | 西海謙一郎 |
| 第8球  | 8月29日 | 封印された幻の変化球       | 日本代表上野投手の魔球が炸裂! エースの意地⋯退学危機に不良とマジ乱闘            | 根本ノンジ | 元木隆史   |
| 第9球  | 9月05日 | 幻の変化球 VS 秘球「魚群」 | 全国大会の準決勝! 分裂魔球VS蛇行魔球 走れ! 少女の絆が奇跡起こす⋯巨大襲来!?     | 根本ノンジ | 元木隆史   |
| 第10球 | 9月12日 | バカと天才と魔球           | 理系少女の魔球開発⋯鍵は“バカ”!? 物理超えた○○する魔球                           | 根本ノンジ | 元木隆史   |
| 第11球 | 9月19日 | 夏の終わり、決戦の始まり   | 全国大会の決勝戦⋯炎魔球VS止まる魔球! 残酷な父の真相に涙                        | 小峯裕之   | 鈴村展弘   |
| 最終球 | 9月26日 | もう少しの夢               | 全国決勝は大波乱! 魔球対決でエース重傷大ピンチ! 少女達の絆⋯涙の結末⋯           | 根本ノンジ | 鈴村展弘   |

## 関連商品
- ドラマ24「初森ベマーズ」公式ブロマイド（2015年8月7日 - 10月31日、セブン-イレブン）[10]
- 初森ベマーズ電子写真集 Vol.1（2015年8月14日、楽天Kobo）[64][65]
- 初森ベマーズ電子写真集 Vol.2（2015年9月11日、楽天Kobo）[64]
- ドラマ24「初森ベマーズ」公式写真集『君といた夏〜もうひとつのベマーズ〜』（2015年10月22日、幻冬舎、ISBN 978-4-344-02835-7）[66]
- ドラマ24 初森ベマーズ Blu-ray SPECIAL BOX・DVD BOX（2016年1月20日、東宝）[67]